# Elena Valentinis
Elena Valentinis, o Valentini (Udine, 1396 – Udine, 23 aprile 1458), è stata una religiosa italiana, venerata come beata dalla Chiesa cattolica.

## Biografia
Nacque a Udine dalla nobile famiglia friulana dei Valentinis, imparentati con i Savorgnan, nel 1396. Sposato nel 1414 il nobiluomo Antonio Cavalcanti, ne ebbe sei figli, ma rimase vedova nel 1441, anno nel quale, seguendo la predicazione dell'agostiniano Angelo di San Severino decise di farsi terziaria agostiniana e di dedicare la propria vita alla preghiera, alla mortificazione e alla penitenza. Da quel momento smise di uscire di casa, dove viveva con Profeta, sua sorella sia di sangue che di ordine, perché anche lei agostiniana, se non per recarsi nella chiesa di Santa Lucia. Pare che in questo periodo abbia avuto estasi e visioni. Negli ultimi anni, la frattura di entrambi i femori la costrinse distesa sino alla morte, avvenuta il 23 aprile 1458.
Le sue spoglie si trovano dal 1845 all'interno del Duomo di Udine; nel 1848 il suo culto fu confermato da Pio IX.

## La penitenza e la mortificazione
Come già sottolineato, si dedicò, a seguito della morte del marito, alla mortificazione di sé e alla penitenza, allo scopo da un lato di rendersi simile a Cristo, povero e sofferente nella sua vita terrena, dall'altro di espiare i lussi e gli agi della prima parte della sua vita, condotta da nobildonna. Sembra che trascorresse l'intera giornata chiusa in casa, escluso il tempo passato in chiesa, che si cibasse solitamente di pane e acqua, che fosse solita camminare con trentatré sassolini nelle scarpe, a ricordo degli altrettanti anni vissuti da Cristo, che dormisse su un giaciglio di sassi, coperti da uno strato di paglia, e che si flagellasse a sangue.